# Lista planetelor minore/121001–121100
Aceasta este Lista planetelor minore/121001–121100; pentru a naviga prin lista completă vezi Lista planetelor minore.
Pentru ale detalii vezi și Proiect:Astronomie sau Portal:Astronomie.
| Nume                    | Denumire provizorie | Data descoperirii | Locul descoperirii     | Descoperitor(i)                     |
| ----------------------- | ------------------- | ----------------- | ---------------------- | ----------------------------------- |
| 121001 Liangshanxichang | 1998 YW8            | 22 decembrie 1998 | Xinglong⁠(d)            | BAO Schmidt CCD Asteroid Program⁠(d) |
| 121002 -                | 1998 YZ15           | 22 decembrie 1998 | Kitt Peak              | Spacewatch                          |
| 121003 -                | 1998 YT19           | 25 decembrie 1998 | Kitt Peak              | Spacewatch                          |
| 121004 -                | 1998 YQ27           | 29 decembrie 1998 | Ondřejov⁠(d)            | L. Šarounová⁠(d)                     |
| 121005 -                | 1998 YM31           | 22 decembrie 1998 | Kitt Peak              | Spacewatch                          |
| 121006 -                | 1999 AG1            | 7 ianuarie 1999   | Kitt Peak              | Spacewatch                          |
| 121007 Jiaxingnanhu     | 1999 AT9            | 10 ianuarie 1999  | Xinglong⁠(d)            | BAO Schmidt CCD Asteroid Program⁠(d) |
| 121008 Michellecrigger  | 1999 AK10           | 14 ianuarie 1999  | Catalina               | CSS                                 |
| 121009 -                | 1999 AV10           | 7 ianuarie 1999   | Kitt Peak              | Spacewatch                          |
| 121010 -                | 1999 AG18           | 11 ianuarie 1999  | Kitt Peak              | Spacewatch                          |
| 121011 -                | 1999 AW18           | 13 ianuarie 1999  | Kitt Peak              | Spacewatch                          |
| 121012 -                | 1999 AP19           | 13 ianuarie 1999  | Kitt Peak              | Spacewatch                          |
| 121013 -                | 1999 AG21           | 13 ianuarie 1999  | Višnjan Observatory⁠(d) | K. Korlević                         |
| 121014                  | 1999 AJ22           | 13 ianuarie 1999  | Xinglong⁠(d)            | BAO Schmidt CCD Asteroid Program⁠(d) |
| 121015 -                | 1999 AO27           | 10 ianuarie 1999  | Kitt Peak              | Spacewatch                          |
| 121016 Christopharnold  | 1999 BW3            | 18 ianuarie 1999  | Drebach⁠(d)             | J. Kandler⁠(d), G. Lehmann⁠(d)        |
| 121017 -                | 1999 BG4            | 19 ianuarie 1999  | San Marcello⁠(d)        | A. Boattini⁠(d), M. Tombelli⁠(d)      |
| 121018 -                | 1999 BC6            | 20 ianuarie 1999  | Caussols               | ODAS⁠(d)                             |
| 121019 Minodamato       | 1999 BO7            | 20 ianuarie 1999  | Campo Catino           | Campo Catino                        |
| 121020 -                | 1999 BV8            | 22 ianuarie 1999  | Višnjan Observatory⁠(d) | K. Korlević                         |
| 121021 -                | 1999 BB13           | 24 ianuarie 1999  | Višnjan Observatory    | K. Korlević                         |
| 121022 Galliano         | 1999 BR13           | 20 ianuarie 1999  | Caussols               | ODAS⁠(d)                             |
| 121023 -                | 1999 BV25           | 18 ianuarie 1999  | Socorro                | LINEAR                              |
| 121024 -                | 1999 BK26           | 16 ianuarie 1999  | Kitt Peak              | Spacewatch                          |
| 121025 -                | 1999 BV26           | 16 ianuarie 1999  | Kitt Peak              | Spacewatch                          |
| 121026 -                | 1999 BH27           | 16 ianuarie 1999  | Kitt Peak              | Spacewatch                          |
| 121027 -                | 1999 BS27           | 17 ianuarie 1999  | Kitt Peak              | Spacewatch                          |
| 121028 -                | 1999 BB29           | 18 ianuarie 1999  | Kitt Peak              | Spacewatch                          |
| 121029 -                | 1999 BL29           | 18 ianuarie 1999  | Kitt Peak              | Spacewatch                          |
| 121030 -                | 1999 BM29           | 18 ianuarie 1999  | Kitt Peak              | Spacewatch                          |
| 121031 -                | 1999 BU30           | 19 ianuarie 1999  | Kitt Peak              | Spacewatch                          |
| 121032 Wadesisler       | 1999 BN33           | 23 ianuarie 1999  | Catalina               | CSS                                 |
| 121033 -                | 1999 CU             | 5 februarie 1999  | Oizumi                 | T. Kobayashi                        |
| 121034 -                | 1999 CF1            | 6 februarie 1999  | Oizumi                 | T. Kobayashi                        |
| 121035 -                | 1999 CP3            | 10 februarie 1999 | Socorro                | LINEAR                              |
| 121036 -                | 1999 CH6            | 10 februarie 1999 | Socorro                | LINEAR                              |
| 121037 -                | 1999 CV6            | 10 februarie 1999 | Socorro                | LINEAR                              |
| 121038 -                | 1999 CU10           | 12 februarie 1999 | Socorro                | LINEAR                              |
| 121039 -                | 1999 CQ11           | 12 februarie 1999 | Socorro                | LINEAR                              |
| 121040 -                | 1999 CP13           | 14 februarie 1999 | Caussols               | ODAS⁠(d)                             |
| 121041 -                | 1999 CD15           | 11 februarie 1999 | Socorro                | LINEAR                              |
| 121042 -                | 1999 CA16           | 11 februarie 1999 | Socorro                | LINEAR                              |
| 121043 -                | 1999 CD24           | 10 februarie 1999 | Socorro                | LINEAR                              |
| 121044 -                | 1999 CM26           | 10 februarie 1999 | Socorro                | LINEAR                              |
| 121045 -                | 1999 CV29           | 10 februarie 1999 | Socorro                | LINEAR                              |
| 121046 -                | 1999 CD34           | 10 februarie 1999 | Socorro                | LINEAR                              |
| 121047 -                | 1999 CM41           | 10 februarie 1999 | Socorro                | LINEAR                              |
| 121048 -                | 1999 CF42           | 10 februarie 1999 | Socorro                | LINEAR                              |
| 121049 -                | 1999 CD46           | 10 februarie 1999 | Socorro                | LINEAR                              |
| 121050 -                | 1999 CX49           | 10 februarie 1999 | Socorro                | LINEAR                              |
| 121051 -                | 1999 CG50           | 10 februarie 1999 | Socorro                | LINEAR                              |
| 121052 -                | 1999 CP51           | 10 februarie 1999 | Socorro                | LINEAR                              |
| 121053 -                | 1999 CA54           | 10 februarie 1999 | Socorro                | LINEAR                              |
| 121054 -                | 1999 CX73           | 12 februarie 1999 | Socorro                | LINEAR                              |
| 121055 -                | 1999 CZ75           | 12 februarie 1999 | Socorro                | LINEAR                              |
| 121056 -                | 1999 CA80           | 12 februarie 1999 | Socorro                | LINEAR                              |
| 121057 -                | 1999 CA89           | 10 februarie 1999 | Socorro                | LINEAR                              |
| 121058 -                | 1999 CD92           | 10 februarie 1999 | Socorro                | LINEAR                              |
| 121059 -                | 1999 CO93           | 10 februarie 1999 | Socorro                | LINEAR                              |
| 121060 -                | 1999 CH111          | 12 februarie 1999 | Socorro                | LINEAR                              |
| 121061 -                | 1999 CY112          | 12 februarie 1999 | Socorro                | LINEAR                              |
| 121062 -                | 1999 CF116          | 12 februarie 1999 | Socorro                | LINEAR                              |
| 121063 -                | 1999 CO121          | 11 februarie 1999 | Socorro                | LINEAR                              |
| 121064 -                | 1999 CW132          | 9 februarie 1999  | Kitt Peak              | Spacewatch                          |
| 121065 -                | 1999 CX132          | 9 februarie 1999  | Kitt Peak              | Spacewatch                          |
| 121066 -                | 1999 CW135          | 8 februarie 1999  | Kitt Peak              | Spacewatch                          |
| 121067 -                | 1999 CN145          | 8 februarie 1999  | Kitt Peak              | Spacewatch                          |
| 121068 -                | 1999 CT147          | 10 februarie 1999 | Kitt Peak              | Spacewatch                          |
| 121069 -                | 1999 CK149          | 13 februarie 1999 | Kitt Peak              | Spacewatch                          |
| 121070 -                | 1999 CS149          | 13 februarie 1999 | Kitt Peak              | Spacewatch                          |
| 121071 -                | 1999 CT149          | 13 februarie 1999 | Kitt Peak              | Spacewatch                          |
| 121072 -                | 1999 DP3            | 17 februarie 1999 | Farpoint               | G. Hug⁠(d), G. Bell⁠(d)               |
| 121073 -                | 1999 EL12           | 15 martie 1999    | Socorro                | LINEAR                              |
| 121074 -                | 1999 FA2            | 16 martie 1999    | Kitt Peak              | Spacewatch                          |
| 121075 -                | 1999 FA3            | 17 martie 1999    | Kitt Peak              | Spacewatch                          |
| 121076 -                | 1999 FB3            | 17 martie 1999    | Kitt Peak              | Spacewatch                          |
| 121077 -                | 1999 FG3            | 17 martie 1999    | Kitt Peak              | Spacewatch                          |
| 121078 -                | 1999 FP3            | 19 martie 1999    | Socorro                | LINEAR                              |
| 121079 -                | 1999 FP4            | 17 martie 1999    | Kitt Peak              | Spacewatch                          |
| 121080 -                | 1999 FO6            | 17 martie 1999    | Caussols               | ODAS⁠(d)                             |
| 121081 -                | 1999 FN7            | 20 martie 1999    | Socorro                | LINEAR                              |
| 121082 -                | 1999 FP13           | 19 martie 1999    | Kitt Peak              | Spacewatch                          |
| 121083 -                | 1999 FV16           | 23 martie 1999    | Kitt Peak              | Spacewatch                          |
| 121084 -                | 1999 FY16           | 23 martie 1999    | Kitt Peak              | Spacewatch                          |
| 121085 -                | 1999 FA18           | 23 martie 1999    | Kitt Peak              | Spacewatch                          |
| 121086 -                | 1999 FB18           | 23 martie 1999    | Kitt Peak              | Spacewatch                          |
| 121087 -                | 1999 FO18           | 22 martie 1999    | Anderson Mesa          | LONEOS                              |
| 121088 -                | 1999 FX20           | 24 martie 1999    | Kleť                   | Kleť                                |
| 121089 Vyšší Brod       | 1999 FH21           | 24 martie 1999    | Kleť                   | Kleť                                |
| 121090 -                | 1999 FM27           | 19 martie 1999    | Socorro                | LINEAR                              |
| 121091 -                | 1999 FG34           | 19 martie 1999    | Socorro                | LINEAR                              |
| 121092 -                | 1999 FG40           | 20 martie 1999    | Socorro                | LINEAR                              |
| 121093 -                | 1999 FO46           | 20 martie 1999    | Socorro                | LINEAR                              |
| 121094 -                | 1999 FY48           | 20 martie 1999    | Socorro                | LINEAR                              |
| 121095 -                | 1999 FM49           | 20 martie 1999    | Socorro                | LINEAR                              |
| 121096 -                | 1999 FG51           | 20 martie 1999    | Socorro                | LINEAR                              |
| 121097 -                | 1999 FM54           | 20 martie 1999    | Socorro                | LINEAR                              |
| 121098 -                | 1999 FL55           | 20 martie 1999    | Socorro                | LINEAR                              |
| 121099 -                | 1999 FV55           | 20 martie 1999    | Socorro                | LINEAR                              |
| 121100 -                | 1999 FS62           | 22 martie 1999    | Anderson Mesa          | LONEOS                              |